# Vita sul Mississippi
Vita sul Mississippi (Life on the Mississippi, 1883), è un'opera autobiografica di Mark Twain, in cui egli ricorda le sue esperienze di navigazione sul fiume Mississippi. Il libro fu pubblicato contemporaneamente negli Stati Uniti e in Inghilterra. Viene talvolta citato come il primo libro scritto con una macchina per scrivere.

## Trama
Il libro si apre con una breve storia del fiume a partire dalla sua scoperta da parte di Hernando de Soto, nel 1541. Segue una prima metà del volume in cui Twain racconta la sua gioventù come aiuto pilota di battelli a vapore prima della guerra civile. In particolare, Twain si sofferma a lungo sulla complessa arte ("scienza") della navigazione su un fiume dal corso mutevole e imprevedibile come il Mississippi.
Nella seconda metà, Twain racconta del suo ritorno al Mississippi molti anni dopo, in una crociera su battello da St. Louis a New Orleans. In particolare, molti paragrafi sono dedicati alle profonde trasformazioni subite dalla valle del Mississippi dai tempi della sua infanzia, come l'avvento della ferrovia (e il declino della navigazione a vapore), e la nascita delle grandi città.
Tutta l'opera è ricca di aneddoti (in alcuni casi veri e propri racconti) e digressioni sugli argomenti più vari (dalla critica della pratica dell'inumazione alla denuncia dell'influenza nefasta di Walter Scott sulla cultura del sud degli Stati Uniti).

## Edizioni italiane
- traduzione di Sebastiano Pezzani, Fidenza, Mattioli 1885, 2005 ISBN 978-88-89397-08-4